# Borboridea microcephalum
Borboridea microcephalum är en tvåvingeart som först beskrevs av Kraft och Cook 1961.  Borboridea microcephalum ingår i släktet Borboridea och familjen vapenflugor. Inga underarter finns listade i Catalogue of Life.